# Helmut Tamm
Helmut Tamm (* 6. Mai 1931 in Groß Vorwerk, Landkreis Glogau, Niederschlesien) ist ein deutscher Diakon und Kirchenmusiker.

## Leben
Nach der Schule und einem vordiakonischen Jahr begann Tamm im April 1947 in der Evangelischen Stiftung Neinstedt die Ausbildung zum Diakon. Nachdem er sie 1951 abgeschlossen hatte, widmete er sich der Musik. Vor dem Evangelischen Konsistorium der Kirchenprovinz Sachsen bestand er im September 1952 die kirchenmusikalische Prüfung. Damit konnte er 1953 – mit 22 Jahren – das Amt des geschäftsführenden Landesposaunenwarts der Kirchenprovinz übernehmen. Zum 1. Juli 1956 wurde er als Landesposaunenwart Mecklenburgs berufen. Anfangs musste er den Dienst von Magdeburg aus verrichten, weil in Mecklenburg keine geeignete Wohnung beschafft werden konnte. Als Vater zweier Kinder erhielt er erst 1957 in Malchow eine Wohnung. Arbeiten musste er zunächst im Wohnzimmer, später im selbstgezimmerten Gartenhäuschen. Zur Verfügung stand eine Schreibmaschine Erika und ein (staatlich genehmigter) Matrizendrucker. Nach vielen Dringlichkeitsanträgen wurde 1963 ein Telefon genehmigt. Zu den schwierigen Verwaltungsaufgaben gehörten die Noten- und Instrumentenvermittlung, der Versand und viel Schriftverkehr. Bläsersaison war das ganze Jahr über. Etwa 200 Tage im Jahr fuhr Tamm – ab 1959 mit einem Wartburg – zu Übungsstunden, Posaunenfesten, Bläsertreffen, Gottesdiensten und Feierstunden. Zu den ständigen Aufgaben gehörten Bläserfahrten (auch außerhalb Mecklenburgs) und Chorleiterlehrgänge in Berlin-Weißensee. Die besten Bläser bildeten Auswahlchöre, zum Beispiel in Pritzier. Gut besuchte Anfängerrüsten fanden im Mirower Pfarrhaus und in Prillwitz statt. Tamms Dienstverhältnis endete nach 24 Jahren am 31. Mai 1980. Er ging als Lehrer an eine Musikschule.